# Benzina
Benzina — найбільша мережа автозаправок у Чехії, яка є частиною міжнародної групи Unipetrol. Компанія була заснована в 1958 році і є одним з лідерів на чеському ринку пального, пропонуючи широкий асортимент паливних продуктів та послуг для водіїв.

## Історія
Benzina була заснована у 1958 році і на початкових етапах своєї діяльності була маленькою мережею заправок. У 1990-ті роки вона почала активно розвиватися та модернізувати свою мережу, а в 2005 році стала частиною групи Unipetrol, що дало компанії можливість отримати додаткові інвестиції та розширити своє охоплення на ринку.
На сьогоднішній день компанія має більше ніж 400 заправок по всій Чехії, що робить її однією з найбільших мереж у країні. Мережа станцій Benzina постійно розширюється, і компанія активно працює над оновленням та модернізацією своїх об'єктів.

### Ключові етапи розвитку
- 1958 — Заснування компанії.
- 1990-ті — Початок розширення мережі.
- 2005 — Входження до складу групи Unipetrol.

## Операції та послуги
Benzina пропонує різноманітні послуги, включаючи:
- Продаж пального (бензин, дизельне паливо)
- Великий асортимент звичайних продуктів/речей з магазинів.
- Мережа кафе Fresh Corner на більшості станцій.
- Програми лояльності для клієнтів (Benzina+)

## Типи пального
| Benzin       | звичайне пальне для автомобілів.     | Середня ціна за 1л. | 35.4 чеських крон. |
| ------------ | ------------------------------------ | ------------------- | ------------------ |
| Diesel       | Дизельне пальне для автомобілів.     | Середня ціна за 1л  | 37.9 чеських крон. |
| Біоетанолове | Перероблений етанол для автомобілів. | Середня ціна за 1л. | 36.7 чеських крон. |
| LPG автогаз  | Газ для автомобілів                  | Середня ціна за 1л. | 26 чеських крон.   |